# نمالیت
نمالیت  (به انگلیسی: Nemalite) با فرمول شیمیایی Mg(OH)2 از مجموعه کانی هاست و خواص فیزیکی و شیمیائی آن مانند بروسیت است ولی ازآن با غنی بودن از آهن و ساختمان رشته‌ای آگرگاتها (مثل آزبست) مشخص می‌شود. رنگ آن اغلب زردطلایی یا زرد متمایل به سبز است. از کلمات یونانی nema یعنی رشته و فیبر و lithos به معنای سنگ گرفته شده‌است. در اسیدها محلول است - ذوب نمی‌شود. برای اولین بار در آمریکا کشف شد و از نظر شکل بلور: قرصی شکل - منشوری، رنگ: زرد طلایی یا زرد متمایل به سبز، جلا: صدفی - ابریشمی، رخ: کامل - مطابق باسطح و در رده‌بندی هیدروکسید است  و منشأ تشکیل آن هیدروترمال - ثانوی است.
همایند کانی‌شناسی (پارانژ) آن - کلریت- هیدرومگنزیت- سرپانتین است
، از نظر ژیزمان فراوان است و بیشتر در کانادا، روسیه (اورال)، چک اسلواکی، سوئد و آمریکا یافت می‌شود.